# TT184
| nfr | mn · n · W24 · W24 · W24 |

| nfr | mn · n · W24 · W24 · W24 |

A thébai nekropolisz El-Khokha dombjának déli lejtőjén található TT184-es számú sziklasír Nefermenu, Théba kormányzója XIX. dinasztia idején készített temetkezési helye. Egyéb, a sírban feltüntetett címei: Királyi írnok, Ámon magtárainak felügyelője, Az ezüst- és aranyház felügyelője Thébában, I. Amenhotep halotti templomának szolgálója. Felesége Mery, aki a kor sok más nemesasszonyához hasonlóan Ámon énekesnője volt.

## A sír
A Magyar Régészeti Misszió Fábián Zoltán vezetésével 1995 óta kutatja a területet. A sír eddig megközelíthető és feltárt helyiségében a díszített falakon a Halottak Könyve ábrázolásai, valamint a sír tulajdonosának szobra láthatók. Ezek építészeti és epigráfiai elemzése valamint restaurálási munkálatai ma is folynak. A sír és környéke további kutathatóságát jelentősen akadályozó alapvető tényezője 2009-ben részben elhárult, mivel az egyiptomi régészeti hatóság a TT184 előudvarára ráépült Bét Bogdádinak nevezett lakóház egy részét elbontatta. Így a jövőben már ez is feltárhatóvá válik.

## A Magyar Régészeti Misszió

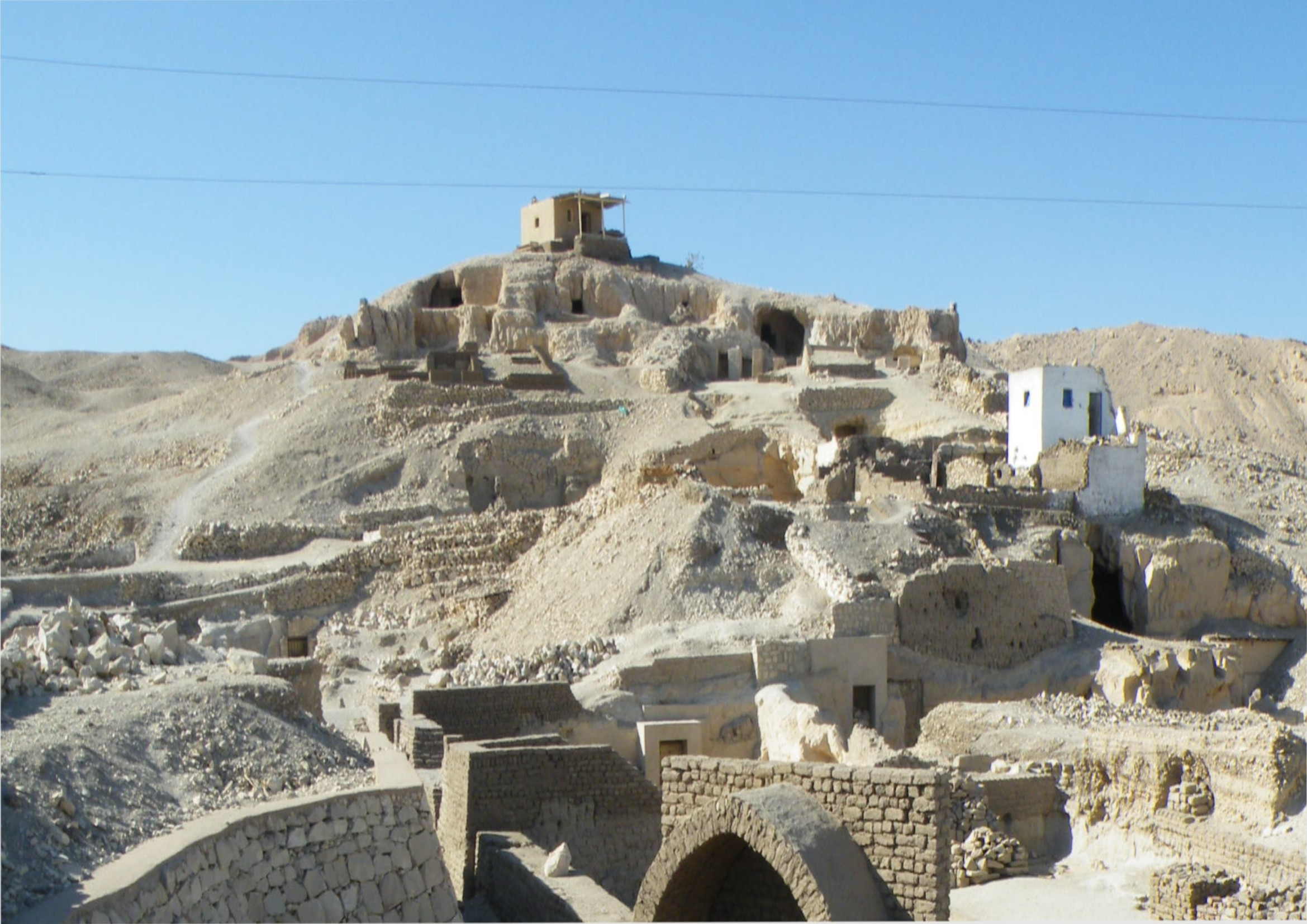
A Magyar misszió ásatási területe, jobbra a fehér épület a Bét Bogdádi (2010-es állapot)

A Magyar misszió kutatási területe az El-Khokha domb déli lejtőjének mintegy 50 méter széles területe, amely az eddigi ismeretek szerint az egyiptomi történelem legfontosabb koraiból – az Óbirodalomtól kezdve a Közép- és Újbirodalomig és a Ptolemaiosz-koron keresztül – tartalmaz sírokat, temetkezési emlékműveket és kultuszhelyeket. A kutatás célja ezen emlékek feltárása, kronológiájának megállapítása az előkerülő képi és tárgyi leletanyag restaurálása és epigráfiai feldolgozása.
A területhez tartozó eddig ismert sírok:
- TT 184 (Nefermenu, XIX. dinasztia),
- TT 185 (Szenioker, Óbirodalom, vagy Első Átmeneti Kor),
- TT 204 (Nebanenszu, XVIII. dinasztia),
- TT 205 (Tuthmoszisz, XVIII. dinasztia),
- TT 206 (Ipuemheb, XVIII. dinasztia),
- (Kampp) -41- (Újbirodalom, valószínűleg XVIII. dinasztia),
- (Kampp) -42- (Újbirodalom, valószínűleg XVIII. dinasztia),
- (Kampp) -43- (Újbirodalom, valószínűleg Ramesszida-kor).

Mivel a domboldalt még sok törmelék borítja, sejthető, hogy ez alatt több eddig nem ismert temetkezési emlék is meghúzódhat.